# Centriola

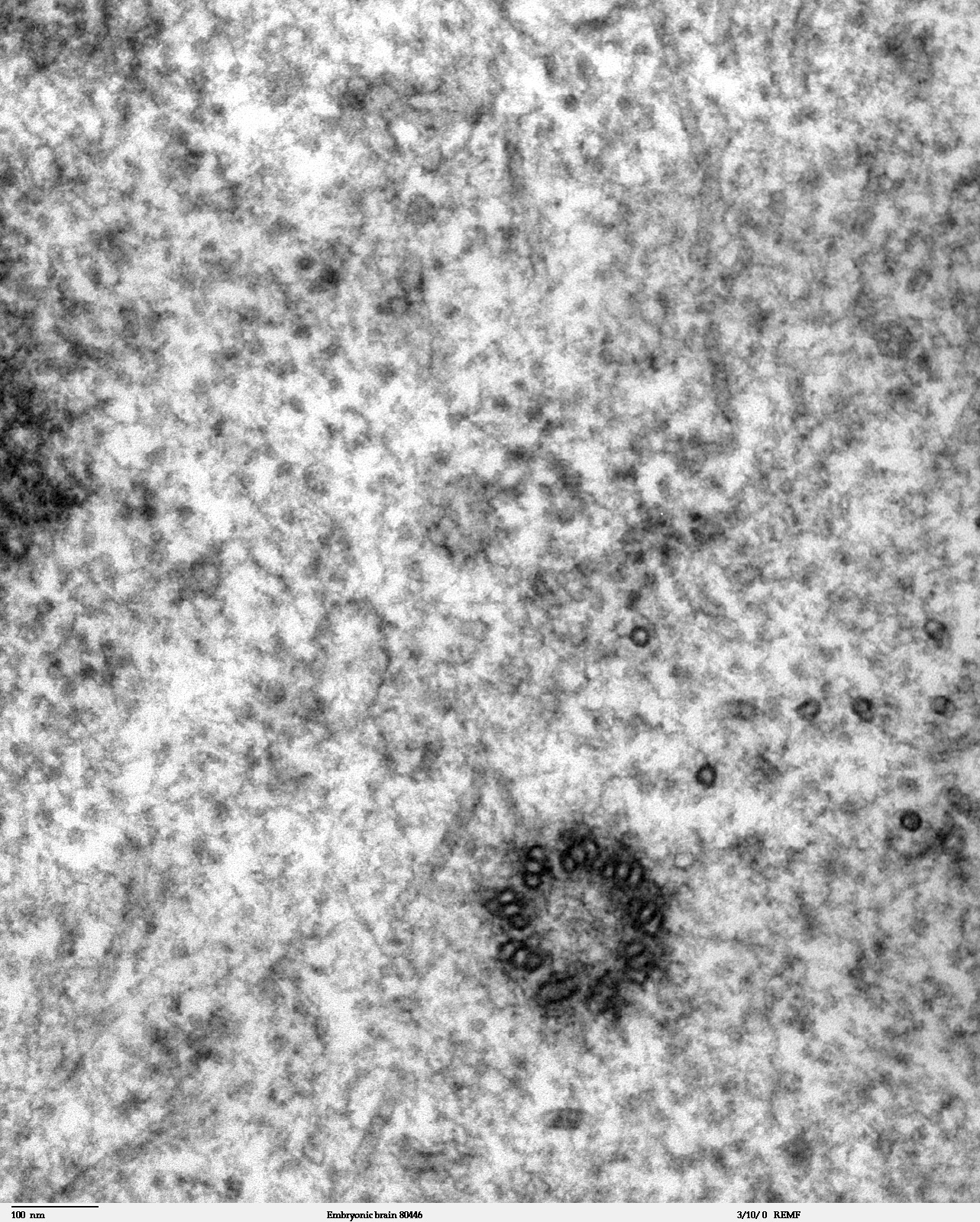
Centriola s devíti triplety (trojicemi) mikrotubulů

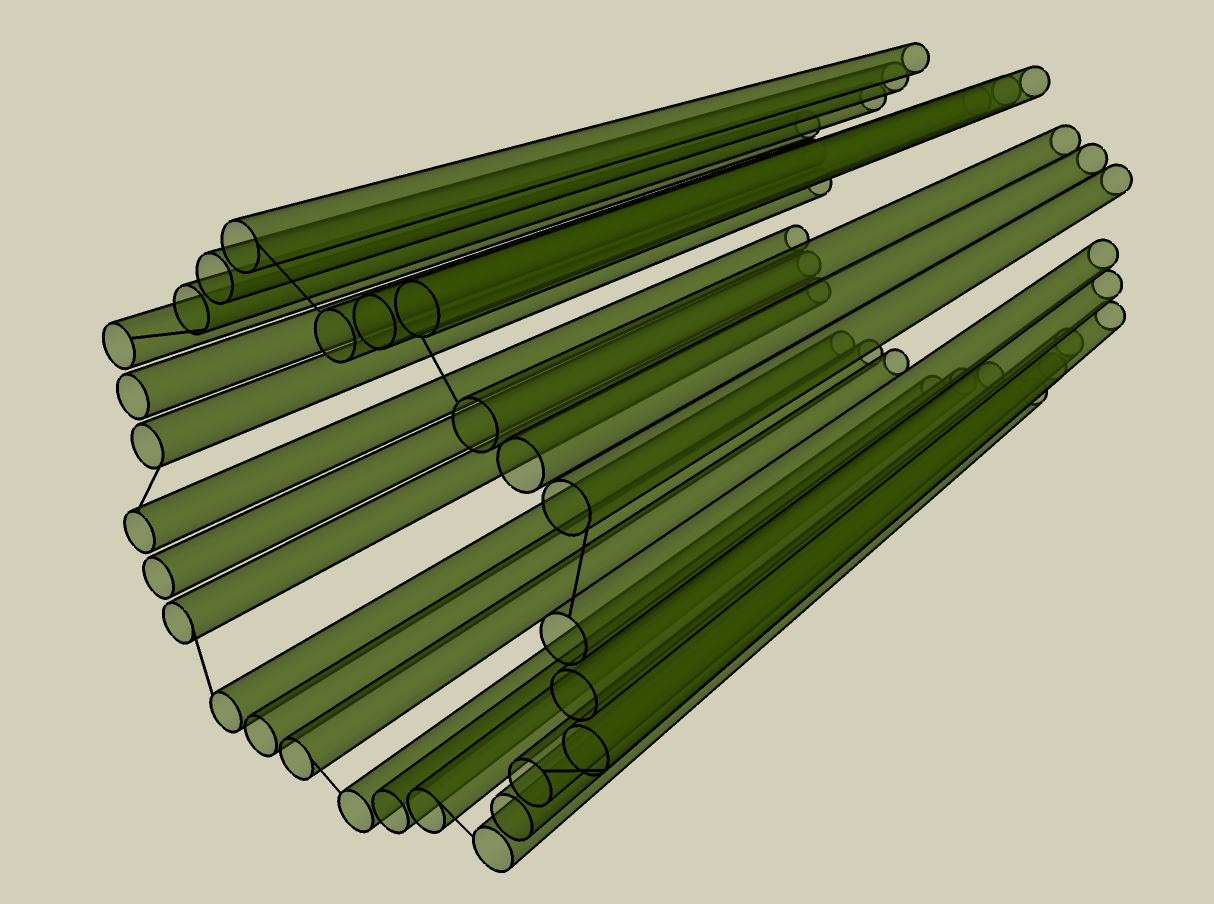
Centriola 3D

Centriola (nebo centriol) je párová válcovitá buněčná eukaryotická organela schopná samostatného dělení, která se nachází ve většině eukaryotických buněk vyjma vyšších rostlin a hub.

## Stavba
Buňka obvykle obsahuje v G0 fázi a G1 fázi dvě centrioly, spojené a vzájemně kolmo orientované. Každá z nich se vždy před buněčným dělením zmnoží na dvě – ta starší z páru je označována jako mateřská, mladší jako dceřiná.
Buňky vzniklé tímto buněčným dělením získají vždy jednu mateřskou a jednu dceřinou centriolu. Každý pár centriol vytváří společně se svým okolím (centrosféra, astrosféra) tzv. centrozóm.
Stěny centrioly jsou u většiny organismů složené z devíti trojic mikrotubulů uspořádaných kruhově kolem centrální dutiny. Embrya octomilky Drosophila melanogaster ale obsahují devět dvojic a pohlavní buňky háďátka Caenorhabditis elegans jen devět samostatných mikrotubulů.

## Funkce
Z centrioly vychází mikrotubuly cytoskeletu. Také z ní vyrůstá dělicí vřeténko. V určitém případě se může stát starší (mateřská) centriola bazálním tělískem bičíku nebo brv. Funkce centrioly však není zcela zřejmá, protože např. rostliny se bez ní obejdou.